# Dora Milaje
La Dora Milaje son unas personajes ficticias que aparecen en los cómics estadounidenses publicados por Marvel Comics. Son un equipo femenino que sirven como fuerzas especiales para la nación africana de ficción de Wakanda.
Dora Milaje aparece en las películas en el Universo Cinematográfico de Marvel para Capitán América: Civil War (2016), Black Panther (2018), Avengers: Infinity War (2018), Avengers: Endgame (2019), las series de Disney+, las miniseries de Disney + para The Falcon and the Winter Soldier y para ¿Qué pasaría si...? (2021) y para Black Panther: Wakanda Forever (2022).

## Historia de la publicación
La Dora Milaje apareció por primera vez en Pantera Negra Vol. 3 # 1, a cargo del el escritor Christopher Priest y del dibujante Mark Texeira. La Dora Milaje comparte similitudes con las Dahomey Amazons, el regimiento militar de mujeres del Reino de Dahomey, que se encontraba en África occidental en lo que hoy es la República de Benín.
La serie de 2017 "World of Wakanda" escrita por Roxane Gay y Yona Harvey, cuenta la historia de la pareja Ayo y Aneka, dos ex Dora Milaje.
En 2018, se publicó la serie limitada Wakanda Forever, escrita por Nnedi Okorafor. En ella, Dora Milaje actúa en equipo con Spider-Man, los X-Men y los Vengadores.

## Biografía
Para mantener la paz en Wakanda, la Pantera Negra escogió a la Dora Milaje ("adoradas") de las tribus rivales para que fuera su guardia personal y sus ceremonias de esposas en entrenamiento.

## Miembros
- Aneka - La exlíder de la Dora Milaje. Más tarde fue arrestada y despojada de su rango después de matar a un jefe que había estado victimizando a las mujeres en su aldea. Después de escapar, se convirtió en la mitad del dúo de vigilantes conocida como los Ángeles de Medianoche.[7]
- Ayo - la compañera de Aneka y otra ex de la Dora Milaje. Después de que Aneka fuera arrestada y condenada a muerte, Ayo la sacó de la cárcel. Utilizando un par de trajes blindados de prototipo, las dos se convirtieron en los Ángeles de Medianoche.[7]
- Okoye - Una de las ex de la Dora Milaje. Okoye es de la tribu J'Kuwali y actuó como un concomitante tradicional, adecuado para el rey, hablando sólo para el rey y sólo en Hausa, una de las idiomas oficiales africano no hablada en Wakanda y proporcionando así el rey y sus esposas una medida de privacidad.
- Nakia - Es una Wakandan Mutante con fuerza sobrehumana, velocidad y agilidad. Ella es una antigua de la Dora Milaje de T'Challa.
- Reina Divine Justice - La reina de la tribu Jabari de Wakanda levantada en Chicago, y ex de la Dora Milaje de T'Challa. En un principio se fue por el nombre de Chanté Giovanni Brown.[8]

## En otros medios

### Televisión
- La Dora Milaje apareció en el cómic de movimiento Black Panther, con la voz de Alfre Woodard y Vanessa Marshall.[9]
- Okoye, Nakia y Divine Justice de la Dora Milaje aparecieron en The Avengers: Earth's Mightiest Heroes, episodio, "Bienvenidos a Wakanda".
- La Dora Milaje apareció en Avengers: Ultron Revolution, episodio, "La Furia de la Pantera", con Aneka expresada por Erica Luttrell,[10] mientras que la Dora Milaje genérica es la voz de Daisy Lightfoot[11] y Debra Wilson.[12]
- Okoye aparece en el especial animado de Lego Marvel Super Heroes - Black Panther: Trouble in Wakanda, con la voz de Yvette Nicole Brown.[13]

### Universo cinematográfico de Marvel
La Dora Milaje aparece en el universo cinematográfico de Marvel:
- Ayo, un miembro de la Dora Milaje, en Capitán América: Civil War (2016), interpretada por Florence Kasumba.[14]
- La Dora Milaje aparece en la película de Black Panther (2018), Florence Kasumba repite su papel,[15] Danai Gurira interpreta a Okoye,[16][17] y Sydelle Noel interpreta a Xoliswa.[18] y Marija Abney, Janeshia Adams-Ginyard, Maria Hippolyte, Marie Mouroum, Jénel Stevens, Zola Williams, Christine Hollingsworth y Shaunette Renée Wilson como varios miembros anónimos.[19] Después de que Kilmonger se apodera de Wakanda, Dora Milaje lo apoya a regañadientes, ya que deben permanecer leales al trono. Después de T'Challa regresa, Dora Milaje lucha contra Killmonger, aunque Xoliswa muere en el proceso.
- En Avengers: Infinity War (2018), Dora Milaje se une a los Vengadores para defender a Wakanda de las fuerzas de Thanos.[20]
- En Avengers: Endgame (2019), Dora Milaje se une a los Vengadores en su lucha contra una versión alternativa de Thanos en la línea de tiempo.
- La Dora Milaje también aparece en la miniserie The Falcon and the Winter Soldier (2021), con Kasumba retomando su papel de Ayo en las películas,[21] mientras que los personajes exclusivos de la serie Nomble y Yama son interpretadas por Janeshia Adams-Ginyard y Zola Williams respectivamente.[22] Después de que Bucky Barnes libera a Helmut Zemo de la prisión, la Dora Milaje persiguen este último y, finalmente capturarlo antes de enviarlo a la  Balsa. Ayo aconseja a Barnes que no regrese a Wakanda durante algún tiempo, aunque puede pedirles que creen un traje para Sam Wilson.

### Videojuegos
- Un miembro de Dora Milaje aparece en Lego Marvel Vengadores.
- La Dora Milaje aparecen en Marvel Ultimate Alliance 3: The Black Order.